# Klášterní voda
Klášterní voda (německy Klosterwasser, hornosrbsky Klóšterska woda) je říčka, pravý přítok Černého Halštrova v Sasku. Její povodí je jádrem současného lužickosrbského osídlení v Horní Lužici, okrese Budyšín. Jméno má od cisterciáckého kláštera Marienstern/Mariina hvězda, jejíž někdejší državou (klášterstvím) z velké části protéká.
Dříve byla také příležitostně říčka nazývána Bílý Halštrov a to jako pandán Černého Halštrovu. Toto pojmenování v současnosti není doloženo. Pozor na záměnu s oficiálním názvem řeky Bílý Halštrov, která pramení v Ašském výběžku a je přítokem Sály.

## Průběh toku
Říčka pramení přibližně ve výšce 280 m n. m. v úžlabině západního úbočí Pohlaerbergu. Má ještě jeden pramen v severovýchodním svahu Butrowe hóry (Butterberg) v katastru Biskupic (Bischofverda). Všechny skoro rovnocenné prameny se stékají ještě v intravilánu Porchova (Burkau) a tvoří jeho sídelní páteř. Obec opouští u Eicherderova mlýna, stáčí se na sever a klikatí se v rychlém sledu ostrých meandrů. Zprava do ní ústí Ledźborecký potok (Woßling). Zleva také přibírá vod několika potoků.
Dále na sever od vesnice Wotrow (Ostro) se zařezává do hlubšího údolí Klášterské vody. Na tomto horním toku stále meandruje v závislosti na terénním reliéfu a skalním podloží. Území tohoto úseku se nazývá Horjany (Oberland) v protiváze ke spodní rovinaté části Delany (Niederland). Zprava obtéká Chanecy (Cannewitz) a před Swinjarnjou (Schweinerden) zvratně meandruje, přibírá zprava přítok místního potoka dělí se do více ramen vytvářejících ostrov s lagunou ve středu. U Pančic-Kukova obtéká ostroh se jmenným klášterem Marijina hvězda. Také za Panšicemi meandruje, tvoří ramena a ostrovy a zprava se do ní ústí potok Drebjena. Pravým břehem míjí Kozarce (Caseritz) a poté zprava přibírá vody nejvýznamnějšího přítoku – říčky Satkuly, která do ní ústí asi 300 metrů z jihu za Kozarcy. Po dalších asi 200 metrech ústí do Klášterní vody jako levý přítok Smječkecký nebo též Wodworský potok.
U Räckelwitz opouští lužické Horjany a narovnává se do klidnějšího středního a dolního toku v Delanech. V Delanech byly od Klášterní vody častěji oddělovány souběžně vedoucí mlýnské náhony nebo odlehčovací strouhy. Dále již říčka (s výjimkou jižní části Laského lesa) nemeandruje. KV protéká Nowou Wjeskou, pravým břehem míjí Hranće (Grönze) a levým Sernjany (Zerna).
Ve spodní části byla krajina od středověku systematicky odlesňována až ztratila téměř původní ráz. Jedním z posledních pozůstatků je dnes chráněný Laský lužní les, na jehož existenci se Klášterní voda podílí. Před Laským lesem se dělí opět na ramena, napravo se odpojuje brázda odlehčovacího kanálu, zvaného také Starý mlýnský náhon.
Až do roku 1945 vytvářela část toku přirozenou hranici mezi Královstvím Saska a Pruskem.
Klášterní voda ústí v nadmořské výšce 130  m n. m. u Kotten/Koćiny do Černého Halštrovu.

## Souvislosti
V povodí říčky vytvořilo pět střediskových obcí přirozené regionální sdružení pojmenované po říčce Klášterní voda. Toto sdružení vlastně představuje nejsoudržnější osídlení obyvatelstva hornolužické srbštiny v katolické Horní Lužici.
Ve svém povodí říčka Klášterní voda spoluvytváří krajinné podmínky, které se dále odrazily ve formaci a charakteru klášterního panství. To mělo následně v novověku přispělo k záchování katolictví v oblasti a v tomto případě též přímo souvisejícím uchováním lužickosrbské etnicity (zde místně) a řeči ve stále kompaktním osídlení.
Při povodni 3. srpna 1991 byla bohužel poškozena letitá zahrada kláštera Mariina hvězda.